# Demi-diable
Centrotus cornutus
Espèce
Le Demi-diable ou Cigale épineuse (Centrotus cornutus) est un insecte de la famille des membracides, sous-famille des Centrotinae, tribu des Centrotini, et du genre Centrotus.

## Description

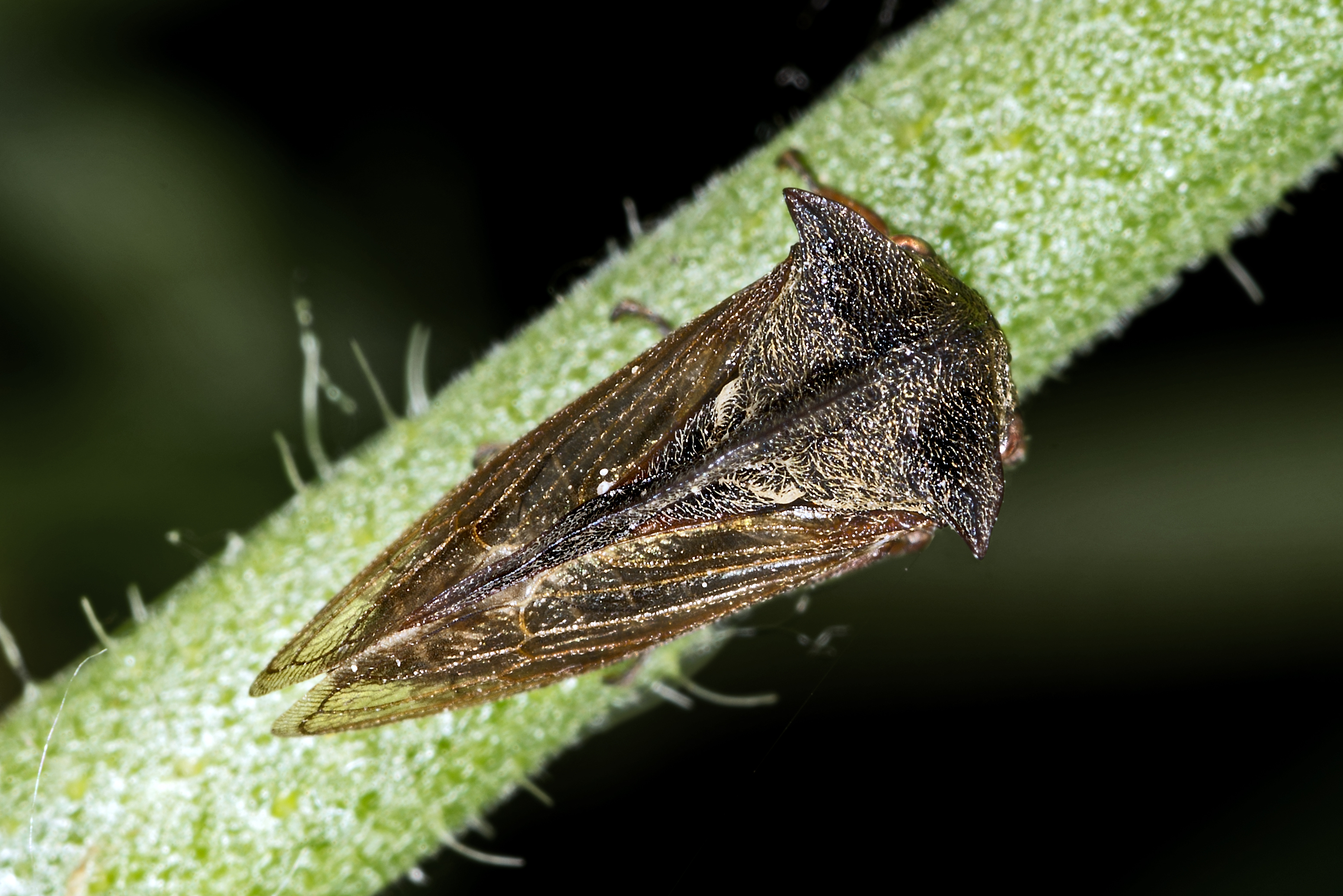
Centrotus cornutus Vue dorsale

Les imagos se reconnaissent facilement au fait qu'ils possèdent deux cornes latérales trapues et courbes et aussi une troisième corne longue et ondulante qui s'allonge jusqu'au-dessus des ailes. Considérés dans un premier temps comme étant des excroissances du pronotum, le casque et les cornes des membracides sont en fait liés à celui-ci au niveau de la limite tergite-pleurite à l'instar  des ailes. C'est donc un élément différent et séparé du pronotum. Des études embryologiques ont aussi montré que ces excroissances ont pour origine des bourgeons latéraux, semblables à ceux qui donnent naissance aux ailes.
Ce bouclier serait donc le résultat de la transformation et de la fusion d'une paire d'ailes située sur le premier segment thoracique. Les insectes à 2 paires d'ailes en étant munis sur les deuxième et troisième segments, les Membracidae descendraient d'un ancêtre à 3 paires d'ailes.[réf. souhaitée] Adultes, elles mesurent de 6 à 7 millimètres et sont capables de sauts importants comme les orthoptères. On les rencontre plutôt dans les milieux boisés d'avril à aout.
Les larves sont fixées dans une gangue baveuse sur les herbacées.

## Systématique
L'espèce Centrotus cornutus a été décrite  par le naturaliste suédois Carl von Linné en 1758, sous le nom initial de Cicada cornuta.

### Synonymie
- Centrotus cornuta Linnaeus, 1758[3]
- Cicada cornuta Linnaeus, 1758 Protonyme